# Digging the Grave
Digging the Grave è un singolo del gruppo musicale statunitense Faith No More, il primo estratto dall'album King for a Day... Fool for a Lifetime nel 1995.

## Video musicale
Il videoclip della canzone è stato registrato e diretto da Marcus Raboy, accreditato come Alan Smithee. Il video mostra Dean Menta alla chitarra, anche se Trey Spruance la suonò nella registrazione vera e propria; Roddy Bottum, il tastierista del gruppo, compare anche come chitarrista. Successivamente il video è stato incluso nella compilation Who Cares a Lot?: The Greatest Videos.

## Tracce
CD singolo (Europa)
1. Digging the Grave – 3:04
2. Ugly in the Morning – 3:08
3. Absolute Zero – 4:07
4. Cuckoo for Caca – 3:42

CD singolo (Australia)
1. Digging the Grave – 3:04
2. Ugly in the Morning – 3:08
3. Absolute Zero – 4:07
4. I Started a Joke – 3:01
5. Greenfields – 3:45

CD singolo (Giappone)
1. Digging the Grave – 3:04
2. Ugly in the Morning – 3:08
3. I Started a Joke – 3:01
4. Greenfields – 3:45

12" (Regno Unito)
- Lato A

1. Digging the Grave – 3:04
2. Ugly in the Morning – 3:08

- Lato B

1. Absolute Zero – 4:07
2. Get Out – 2:17

## Classifiche
| Classifica (1995)          | Posizione massima |
| -------------------------- | ----------------- |
| Australia                  | 12                |
| Francia                    | 23                |
| Germania                   | 48                |
| Irlanda                    | 12                |
| Italia                     | 17                |
| Norvegia                   | 11                |
| Nuova Zelanda              | 16                |
| Regno Unito                | 16                |
| Regno Unito (rock & metal) | 1                 |
| Svezia                     | 39                |
| Svizzera                   | 42                |

## Nella cultura di massa
La canzone è stata utilizzata nel film del 1996 Jack Frusciante è uscito dal gruppo e nelle serie televisive Beavis and Butt-head e C'è sempre il sole a Philadelphia.

### Cover
- Sentenced – Frozen, 1998
- 36 Crazyfists – Rest Inside the Flames, 2006